# Maira germana
Maira germana là một loài ruồi trong họ Asilidae. Maira germana được Walker miêu tả năm 1858. Loài này phân bố ở miền Australasia.